# NGC 6586
NGC 6586 (również PGC 61600 lub UGC 11164) – galaktyka spiralna (S?), znajdująca się w gwiazdozbiorze Herkulesa. Odkrył ją Albert Marth 27 lipca 1864 roku.